# SN 1999gn
SN 1999gn – supernowa w galaktyce M61 w konstelacji Panny. Odkrył ją 17 grudnia 1999 astronom amator Alessandro Dimai z Cortiny (Włochy).
W chwili odkrycia jej jasność obserwowana wynosiła 16m, następnego dnia (18 grudnia) – 15,5m. Pod koniec grudnia 1999 miała już jasność 14m, a swoją maksymalną jasność (13,4m) osiągnęła 25 grudnia. 1 stycznia 2000 osłabła do 16m.